# Національний гімн

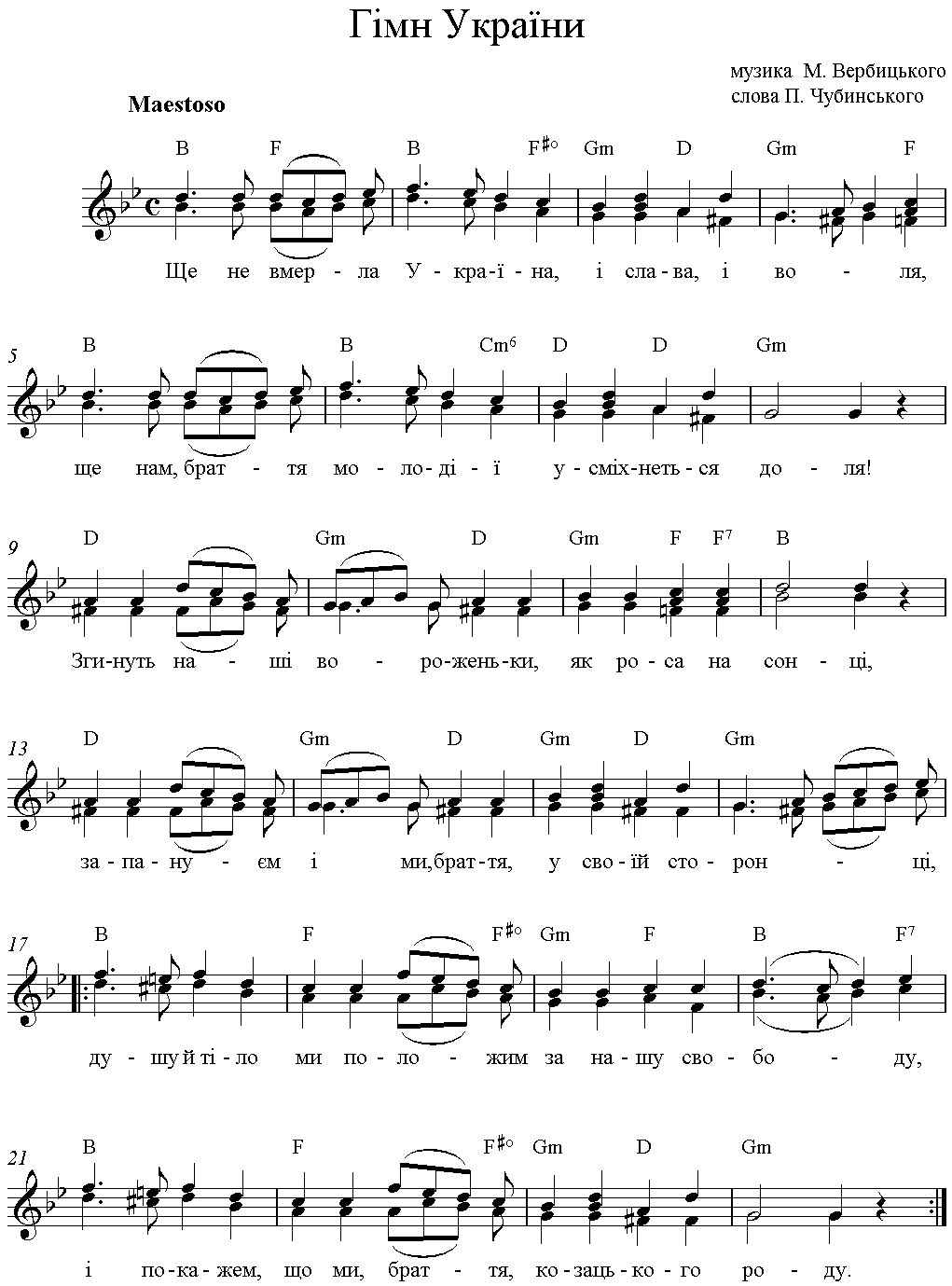
Національний гімн України.

Національний гімн — урочистий музичний твір, один із символів політичної нації або національної держави. В державах, де нація не є основою державотворення, використовують державний славень[уточнити термін].

## Короткі відомості
Традиція національних гімнів сягає 16 століття. Найстарішим національним гімном вважається «Het Wilhelmus» — гімн Нідерландів часів Нідерландської революції. Британський гімн «Боже, бережи королеву» початку 19 століття став своєрідним стандартом гімну і застосовувався багатьма країнами. Зокрема, перший гімн Російської імперії «Боже, царя храни» був написаний на цю ж мелодію.
Національний гімн може бути затверджений законом країни як офіційний або державний гімн. Проте затвердження не є обов'язковим. Наприклад, пісня «Боже, бережи королеву» ніколи не була законодавчо затверджена як гімн Великої Британії, а вважається гімном тільки в силу традиції.
Деякі країни мають неофіційні національні гімни нарівні з офіційними. Наприклад, неофіційним гімном Австралії вважається пісня «Waltzing Matilda», яка часто виконується замість офіційного гімну «Forward Australia Fair». Водночас Нова Зеландія має два офіційні гімни: «Боже, бережи королеву» та «God Defend New Zealand». Національним гімном України є пісня «Ще не вмерла Україна».

## Гімни країн світу
- Велика Британія — Боже, бережи королеву (або короля)
- Корея — Егукка
- Німеччина — Пісня німців
- Україна — Ще не вмерла Україна
- Японія — Кімі ґа йо